# 桃太郎伝説 (1998年のゲーム)
『桃太郎伝説』（ももたろうでんせつ）は、1998年12月23日にハドソンより発売されたPlayStation用ソフト。2001年4月18日にはWindows向けの移植版が発売された。
シリーズ第1作目と同じタイトルだが、単純なリメイク版ではなく、続編以降のタイトルのシステムやキャラクターを取り入れたリブート的な作品となっている。

## 概要
『桃太郎伝説』『桃太郎伝説II』『新桃太郎伝説』『桃太郎伝説外伝』の内容をミックスし、新要素を盛り込んだ作品。開発初期には『桃太郎伝説ミックス』と呼ばれていた。
ゲーム監督はさくまあきらが務め、イラストは土居孝幸が、音楽はサザンオールスターズの関口和之と『桃太郎電鉄HAPPY』から桃太郎シリーズに参加している宮路一昭が手掛けている。
初回限定特典として桃太郎電鉄をモチーフとしたトレーディングカードゲーム「桃繰勘定戦」のカード「露天風呂」「キングボンビーの悪行」「阿蘇」の3枚が付属する。なお同トレーディングカードは再三発売日が延期した後、発売中止となっている。

## システム
絶好調システム
『新桃太郎伝説』から引き続き搭載されたシステム。歩いている時に一定確率でキャラクターが絶好調になり、攻撃力が通常の1.5倍になり、何回かに一回だけ、敵の攻撃をノーダメージで受け止めることができる。
威風堂々システム
桃太郎たちよりかなり弱い敵に遭遇した際に、敵が桃太郎たちに謝り逃げ出すことがある。この場合でもお金と心（経験値）を得ることができる。
会心のココロ
一定確率で通常の倍の経験値が得られる。
カードシステム
カード仙人にアルバムをもらうことで入手したカードを閲覧することができるようになる。一定枚数を集めるごとにカード仙人に会いに行くと、貴重なアイテムがもらえる。カードは全部で300枚。入手条件は同じザコキャラを10匹倒す、ボスキャラを倒す、イベントで入手するなど様々。カードの種類は「鬼カード」「ボス鬼カード」「桃太郎の仲間カード」「仙人カード」「村人カード」が存在する。
希望の都のカード道場ではカードを交換したり、レアカードの情報が聞けたり、カード入手を賭けたミニゲームに挑戦したりできる。

## 物語
むかしむかし、あるところにおじいさんとおばあさんが住んでいた。ある日、おばあさんが川で洗濯をしていると川上から大きな桃がどんぶらこっこと流れてきた。おばあさんがその桃を持って帰ると、中から元気な男の子が出てきた。「桃太郎」と名付けられた男の子はすくすくと大きくなっていった。そんなある日鬼が島の鬼があちこちの村を襲い始めた。桃太郎は苦しんでいる人々を救うため、おばあさんにもらったきびだんごを懐に鬼退治の旅に出発した。

## キャラクター
本作では、『II』以降で仲間に加わるキャラクターが仲間入りするが、物語のベースはFC版『伝説』及びPCE版『伝説』となっているため、今作では全員が桃太郎と初対面である。
桃太郎
本作の主人公。正義の心を持つ、桃から生まれた男の子。明るく元気な性格で、悪逆無道の鬼たちを退治するため、鬼が島を目指して旅立つ。
武器装備は「剣」等。防具装備は「胴」等。
金太郎
足柄山に住む豪力の少年。桃太郎と力を合わせ子供を助けたことがきっかけとなり仲間に加わる。
術は使えないが、体力を消費して繰り出す「すもう技」を使える。武器装備「まさかり」。防具装備「はらがけ」。
浦島太郎
純朴で心優しい漁師の少年。桃太郎が助けた亀のお礼に仲間となる。
回復系の術が得意。武器装備「モリ」。防具装備「着物」。
夜叉姫
高貴な血筋の鬼の少女。桃太郎の噂を聞いて腕試しを挑んでくるが桃太郎たちの慈しみの心に触れて改心し、彼の正しさを見極めるために仲間になった。
旧作における父・地獄王が登場しないため今作では「鬼の王族の娘」と設定し直されており、えんまの部下に当たる立場となっている。
武器装備「かんざし」。防具装備「小袖」等。
イヌ
花咲かの村で桃太郎と出会いお供となる。特技は「偵察（洞窟内）」「敵を呼ぶ」「探す」。
サル
ふしぎの森で桃太郎と出会いお供となる。特技は「野宿」「きんとうん」。
キジ
並び洞窟で桃太郎と出会いお供となる。特技は「偵察（地上）」「村ひえん」
あしゅら
えんまの懐刀と呼ばれる青鬼の美青年。えんまの命により希望の都を闇に包み、都中の女をさらって人々を困らせている。
風神
風をつかさどる鬼。突風を吹き付けて攻撃してくる。
雷神
雷をつかさどる鬼。いかずちを落として攻撃してくる。
ましら
猿の姿をした鬼。歌手を自称しつつ非常に音痴で、へたくそな歌で村人を困らせている。
閻魔大王
鬼ヶ島を治める鬼たちの総大将。地獄の最奥で桃太郎たちを待ち構える。

## スタッフ
- ゲーム監督：さくまあきら
- 音楽：関口和之、宮路一昭
- キャラ・デザイン：土居孝幸
- 音楽協力：村山和義
- シナリオ協力：高津敏之、酒井優海
- マネージメント：佐久間真理子
- プログラムマネージャー：楊裕治
- メインプログラム：塩本正悟
- バトルプログラム：福島道宣
- プログラム：和嶋孝二、原田隆司
- メイングラフィック：片山学
- バトルグラフィック：衣笠織江
- バトルBGデザイン：真鍋拓也
- フィールドマップ：谷尚典
- 村マップ：前田義久
- 村人グラフィック：中川京子
- カードデザイン：嘉数武雄
- イベント：岡本圭二、武田さやか、澤井香織
- サウンド：嘉数佐知子、山口ミチオ
- 宣伝：梶野竜太郎
- 女風呂イラスト：はせがわちず、しんのすけ、草壁雅人、武内尚子
- 協力：江口貴博、神谷栄和、佐久間ゆり、ユイ音楽工房・篠宮勝、細野らいなぁ、悪魔の棲む丘、ヤンマー部隊隊長、土田亜希子、一色京、習志野ごんべ、加藤浩、戸田圭祐、ぽちむら、馬場ダイ、常冨清正、真暗小僧01、しかと、錯乱坊主、天辺日朗、稲井樹梨、五十嵐伯秀、小山俊典、阿諏訪理子、小林泰昭、太田宏之、前田一恵、比屋根幸治、小林寿一、北尾アンナ、熊本浩之、小松哲也、中川剛、澤井和実
- ディレクター：浦敏治、駒井一夫
- プロデューサー：中本伸一

## 関連書籍
- 桃太郎伝説 完全ガイド（アスキー発行、アスペクト発売、ISBN 4-7572-0305-5）
- 桃太郎伝説 公式ガイドブック（小学館、ISBN 4-09-102666-4）
- 桃太郎伝 速攻本（衆芸社、ISBN 4-921023-23-9）
- 土居孝幸アートワークス DOIN'S（樹想社発行、銀河出版発売、ISBN 978-4-87777-095-2）
  - キャラクターデザインを手掛ける土居孝幸の画集。本作からは敵キャラクターのイラストなどが収録されている。